# Parre
Parre (lombardul: Pas) település Olaszországban, Lombardia régióban, Bergamo megyében. Lakosainak száma 2674 fő (2023. január 1.). Parre Ardesio, Premolo, Ponte Nossa, Piario, Clusone és Villa d’Ogna községekkel határos.

## Népesség
A település lakossága az elmúlt években az alábbi módon változott:
| Lakosok száma | 2743 | 2732 | 2674 |
|               | 2017 | 2018 | 2023 |